# 서산시의 역사
원삼국시대 서산 일대에는 마한 치리국국(致利鞠國)이 있었으며, 삼국시대에 백제에 정복된 뒤 해상요충지로 부춘산 기슭에 오늘날 서산시의 모체인 기군(基郡)이 설치되었다. 남북국시대에는 신라에 의해 기군이 부성군(富城郡)으로 개칭되었다. 고려시대에는 인종 21년(1143) 현령(縣令)을 두어 부성현(富城縣)으로 격하되었다가 명종 12년(1182) 현령과 현위(縣尉)의 다툼이 심해 잠시 폐현되고 운주(運州)에 예속된다. 충렬왕 10년(1284) 서산군(瑞山郡)으로 부활, 지군사(知郡事)를 두었고 이어 충렬왕 34년(1308) 서주목(瑞州牧)로 승격하였다. 충선왕 2년(1310) 서령부(瑞寧部)로, 후에 또 지서주사(知瑞州事)로 격하했다. 조선 태종 13년(1413) 서산군으로 개편되었다.

## 개요

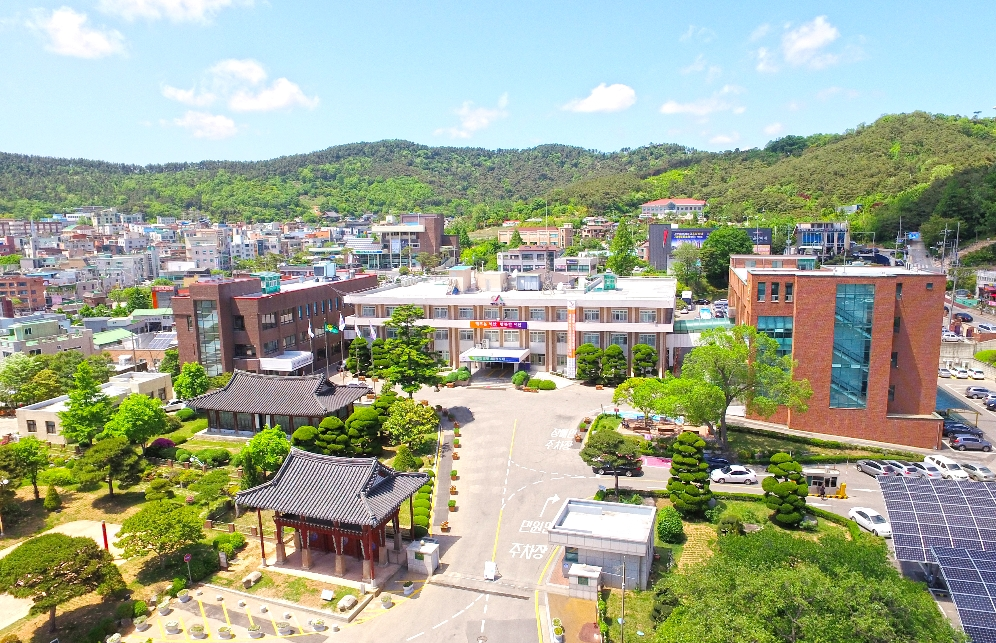
서산시청 전경. 시청 앞에는 서산 관아문 및 외동헌이 남아 있다.

서산시는 선사 시대부터 중요한 곳에 위치해 해미 휴암리, 대산읍 대로리 등에서 사람들이 살았던 유적들이 발견되고있다. 이후 신석기, 청동기 시대에도 사람들이 많이 살았으며, 청동기 시대에는 마한의 속국 중 하나로 속해 치리국국(致利鞠國)이라 불렸다. 삼국시대에 와서는 백제에 속해 중국과 일본, 동남아와의 해상요충지로 백제가 아시아 여러 지역을 실질적으로 지배하던때의 해상요충지였다. 특히 행정상으로는 기군(基郡)이였으며 새로운 문화가 제일 먼저 형성돼 마애삼존불상, 보원사지 등 불교문화를 이끌었다.
| Daedongyeojido (Gyujanggak) 14-06.jpg |
| Daedongyeojido (Gyujanggak) 15-05.jpg |

신라 때에는 부성군(富城郡)으로 고치고 고려 인종 21년(1143)에는 현령(縣令)을 두었다가 충렬왕 10년(1284) 서산군으로 승격, 지군사(知郡事)를 두었고 이어 충렬왕 34년(1308) 서주목(瑞州牧)로 승격하였다. 충선왕 2년(1310) 서령부(瑞寧部)로, 후에 또 지서주사(知瑞州事)로 격하했고, 조선 태종 13년(1413) 서산군으로 되었다.
- 1895년 음력 윤5월 1일 홍주부 서산군, 태안군, 해미군[3]
- 1896년 8월 4일 충청남도 서산군, 태안군, 해미군[4]
- 1914년 4월 1일 서산군, 태안군, 해미군을 서산군으로 통폐합하였다.[5] (2읍 16면)
- 1917년 10월 1일 서령면(瑞寧面)을 서산면으로, 지성면(枳城面)을 해미면으로 개칭하였다.[6]
- 1942년 10월 1일 서산면을 서산읍으로 승격하였다.[7] (1읍 19면)
- 1957년 11월 6일 대호지면, 정미면을 당진군에 편입하였다.[8] (1읍 17면)
- 1973년 7월 1일 태안면을 태안읍으로 승격하였다.[9]
- 1980년 12월 1일 안면면을 안면읍으로 승격하였다.[10] (3읍 15면)
- 1983년 2월 15일 보령군 오천면 삽시도리 중 내파수도·외파수도·외도를 안면읍에 편입하고, 서산군 고북면 대사리를 홍성군 갈산면에 편입하였다.[11]
- 1986년 고남출장소를 고남면으로 승격하였다. (3읍 16면)
- 1987년 1월 1일 이북면을 이원면으로 개칭하였다.
- 1989년 1월 1일 서산읍 일원을 관할로 서산시를, 태안읍·안면읍·고남면·남면·근흥면·소원면·원북면·이원면 일원을 관할로 태안군을 각각 분리, 설치하였다.[12] (10면)
- 1991년 12월 1일 대산면을 대산읍으로 승격하였다. (1읍 9면)
- 1995년 1월 1일 서산시 일원과 서산군 일원을 관할로 도농복합형태의 서산시를 설치하였다.[13]
- 2011년 7월 4일 대산읍 독곳리를 독곶리로 개칭하였다.[14]

## 행정구역 변경

### 1914년 행정구역 조정
조선총독부령 제111호로 다음과 같이 행정구역이 정해졌다.
| 조선총독부령 제111호 |                                                                    |               |
| 구 행정구역          | 구 행정구역                                                        | 신 행정구역   |
| 서산군               | 군내면(郡內面), 대사동면(大寺洞面), 오산면(吾山面), 율곶면(栗串面) | 서령면 일원   |
| 서산군               | 일도면(一導面), 이도면(二導面)                                     | 대산면 일원   |
| 서산군               | 인정면(仁政面), 노지면(蘆旨面)                                     | 인지면 일원   |
| 서산군               | 동음암면(冬音岩面), 두치면(豆峙面), 동암면(銅岩面)                 | 음암면 일원   |
| 서산군               | 마산면(馬山面), 화변면(禾邊面)                                     | 부석면 일원   |
| 서산군               | 문현면(文峴面), 영풍창면(水豐倉面)                                 | 팔봉면 일원   |
| 해미군               | 동면(東面), 남면(南面)                                             | 지성면 일원   |
| 해미군               | 서면(西面)                                                         | 대호지면 일원 |
| 해미군               | 상도면(上道面), 하도면(下道面)                                     | 고북면 일원   |
| 해미군               | 일도면(一道面), 염솔면(鹽率面)                                     | 정미면 일원   |
| 해미군               | 이도면(二道面), 부산면(夫山面), 운천면(雲川面)                     | 운산면 일원   |
| 태안군               | 군내면(郡內面), 동일면(東一面), 동이면(東二面)                     | 태안면 일원   |
| 태안군               | 근서면(近西面), 안흥면(安興面)                                     | 근흥면 일원   |
| 태안군               | 이원면(梨園面), 북일면(北一面)                                     | 이북면 일원   |
| 태안군               | 원이면(遠二面), 북이면(北二面)                                     | 원북면 일원   |
| 태안군               | 원일면(遠一面), 소근면(所斤面)                                     | 소원면 일원   |
| 태안군               | 안상면(安上面), 안하면(安下面)                                     | 안면면 일원   |
| 태안군               | 남면(南面)                                                         | 남면 일원     |
| 조선총독부령 제111호      |             |                                                        |             |
| 구 행정구역               | 신 행정구역 | 신 행정구역                                            | 신 행정구역 |
| 서산군 군내면(郡內面)     | 서령면      | 읍내리, 예천리                                         |             |
| 서산군 율곶면(栗串面)     | 서령면      | 양대리                                                 |             |
| 서산군 오산면(吾山面)     | 서령면      | 덕지천리, 오남리, 장리                                 |             |
| 서산군 대사동면(大寺洞面) | 서령면      | 동문리, 석남리, 석림리, 온석리, 잠홍리, 죽성리         |             |
| 서산군 인정면(仁政面)     | 인지면      | 남정리, 둔당리, 모월리, 산동리, 애정리, 야당리         |             |
| 서산군 노지면(蘆旨面)     | 인지면      | 갈산리, 성리, 차리, 풍전리, 화수리                     |             |
| 서산군 동음암면(冬音岩面) | 음암면      | 도당리, 문양리, 탑곡리                                 |             |
| 서산군 동암면(銅岩面)     | 음암면      | 부장리, 성암리, 수석리, 신장리, 유계리                 |             |
| 서산군 두치면(豆峙面)     | 음암면      | 율목리, 부산리, 상홍리                                 |             |
| 서산군 마산면(馬山面)     | 부석면      | 가사리, 갈마리, 강수리, 대두리, 송시리, 월계리, 취평리 |             |
| 서산군 화변면(禾邊面)     | 부석면      | 강당리, 마룡리, 봉락리, 지산리, 창리, 칠전리           |             |
| 서산군 일도면(一導面)     | 대산면      | 대로리, 대죽리, 독곶리, 화곡리, 기은리, 오지리         |             |
| 서산군 이도면(二導面)     | 대산면      | 대산리, 운산리, 영탑리                                 |             |
| 서산군 지곡면(地谷面)     | 대산면      | 웅도리                                                 |             |
| 서산군 지곡면(地谷面)     | 지곡면      | 산성리, 화천리, 장현리, 중왕리, 도성리, 대요리, 무장리 |             |
| 서산군 이도면             | 지곡면      | 환성리                                                 |             |
| 서산군 문현면(文峴面)     | 지곡면      | 연화리                                                 |             |
| 서산군 문현면(文峴面)     | 팔봉면      | 대황리, 덕송리, 양길리, 호리, 흑석리                   |             |
| 서산군 영풍창면(水豐倉面) | 팔봉면      | 금학리, 어송리, 진장리                                 |             |
| 태안군 북일면(北一面)     | 팔봉면      | 고파도리                                               |             |

### 1914년의 행정구역
1914년 행정구역을 현재와 비교하면 다음의 표와 같다.
| 1914년              | 1914년 | 현재            | 현재 |
| 면                  | 정·리 | 구·읍·면        | 동·리 |
| ------------------- | --- | --------------- | --- |
| 서령면 (瑞寧面)     | 덕지천리, 동문리, 석남리, 석림리, 양대리, 예천리, 오남리, 온석리, 읍내리, 잠홍리, 장리, 죽성리                                                                                   | 서산시          | 덕지천동, 동문동, 석남동, 석림동, 양대동, 예천동, 오남동, 온석동, 읍내동, 잠홍동, 장동, 죽성동                                                                                   |
| 팔봉면 (八峰面)     | 고파도리, 금학리, 대황리, 덕송리, 양길리, 어송리, 진장리, 호리, 흑석리 | 서산시 팔봉면   | 고파도리, 금학리, 대황리, 덕송리, 양길리, 어송리, 진장리, 호리, 흑석리 |
| 인지면 (仁旨面)     | 남정리, 둔당리, 모월리, 산동리, 성리, 애정리, 야당리, 차리, 풍전리, 화수리 | 서산시 인지면   | 남정리, 둔당리, 모월리, 산동리, 성리, 애정리, 야당리, 차리, 풍전리, 화수리 |
| 인지면 (仁旨面)     | 갈산리 | 서산시          | 갈산동 |
| 음암면 (音岩面)     | 수석리 | 서산시          | 수석동 |
| 음암면 (音岩面)     | 도당리, 문양리, 부산리, 부장리, 상홍리, 성암리, 신장리, 유계리, 율목리, 탑곡리                                                                                                   | 서산시 음암면   | 도당리, 문양리, 부산리, 부장리, 상홍리, 성암리, 신장리, 유계리, 율목리, 탑곡리                                                                                                   |
| 부석면 (浮石面)     | 가사리, 갈마리, 강당리, 강수리, 대두리, 마룡리, 봉락리, 송시리, 월계리, 지산리, 창리, 취평리, 칠전리                                                                             | 서산시 부석면   | 가사리, 갈마리, 강당리, 강수리, 대두리, 마룡리, 봉락리, 송시리, 월계리, 지산리, 창리, 취평리, 칠전리                                                                             |
| 지곡면 (地谷面)     | 대요리, 도성리, 무장리, 산성리, 연화리, 장현리, 중왕리, 화천리, 환성리 | 서산시 지곡면   | 대요리, 도성리, 무장리, 산성리, 연화리, 장현리, 중왕리, 화천리, 환성리 |
| 성연면 (聖淵面)     | 갈현리, 고남리, 명천리, 예덕리, 오사리, 왕정리, 일람리, 평리, 해성리 | 서산시 성연면   | 갈현리, 고남리, 명천리, 예덕리, 오사리, 왕정리, 일람리, 평리, 해성리 |
| 대산면 (大山面)     | 기은리, 대로리, 대산리, 대죽리, 독곶리, 영탑리, 오지리, 운산리, 웅도리, 화곡리                                                                                                   | 서산시 대산읍   | 기은리, 대로리, 대산리, 대죽리, 독곶리, 영탑리, 오지리, 웅도리, 운산리, 화곡리                                                                                                   |
| 대호지면 (大湖芝面) | 도이리, 두산리, 마중리, 사성리, 송전리, 장정리, 적서리, 조금리, 출포리 | 당진시 대호지면 | 도이리, 두산리, 마중리, 사성리, 송전리, 장정리, 적서리, 조금리, 출포리 |
| 정미면 (貞美面)     | 대운산리, 대조리, 덕마리, 덕삼리, 도산리, 매방리, 모평리, 봉생리, 봉성리, 사관리, 산성리, 수당리, 승산리, 신시리, 우산리, 천의리, 하성리                                         | 당진시 정미면   | 대운산리, 대조리, 덕마리, 덕삼리, 도산리, 매방리, 모평리, 봉생리, 봉성리, 사관리, 산성리, 수당리, 승산리, 신시리, 우산리, 천의리, 하성리                                         |
| 정미면 (貞美面)     | 여미리 | 서산시 운산면   | 여미리 |
| 운산면 (雲山面)     | 가좌리, 갈산리, 거성리, 고산리, 고풍리, 상성리, 소중리, 수당리, 수평리, 신창리, 안호리, 와우리, 용장리, 용현리, 원벌리, 원평리, 태봉리, 팔중리                                   | 서산시 운산면   | 가좌리, 갈산리, 거성리, 고산리, 고풍리, 상성리, 소중리, 수당리, 수평리, 신창리, 안호리, 와우리, 용장리, 용현리, 원벌리, 원평리, 태봉리, 팔중리                                   |
| 고북면 (高北面)     | 가구리, 기포리, 남정리, 봉생리, 사기리, 신상리, 신송리, 신정리, 양천리, 용암리, 장요리, 정자리, 초록리                                                                           | 서산시 고북면   | 가구리, 기포리, 남정리, 봉생리, 사기리, 신상리, 신송리, 신정리, 양천리, 용암리, 장요리, 정자리, 초록리                                                                           |
| 고북면 (高北面)     | 대사리 | 홍성군 갈산면   | 대사리 |
| 지성면 (只城面)     | 관유리, 귀밀리, 기지리, 대곡리, 동암리, 반양리, 산수리, 삼송리, 석포리, 양림리, 억대리, 언암리, 오학리, 웅소성리, 읍내리, 응평리, 저성리, 전천리, 조산리, 홍천리, 황락리, 휴암리 | 서산시 해미면   | 관유리, 귀밀리, 기지리, 대곡리, 동암리, 반양리, 산수리, 삼송리, 석포리, 양림리, 억대리, 언암리, 오학리, 웅소성리, 읍내리, 응평리, 저성리, 전천리, 조산리, 홍천리, 황락리, 휴암리 |
| 태안면 (泰安面)     | 남문리, 남산리, 동문리, 도내리, 삭선리, 반곡리, 산후리, 상옥리, 송암리, 어은리, 인평리, 장산리, 평천리                                                                           | 태안군 태안읍   | 남문리, 남산리, 동문리, 도내리, 삭선리, 반곡리, 산후리, 상옥리, 송암리, 어은리, 인평리, 장산리, 평천리                                                                           |
| 근흥면 (近興面)     | 가의도리, 도황리, 두야리, 마금리, 수룡리, 신진도리, 안기리, 용신리, 정죽리 | 태안군 근흥면   | 가의도리, 도황리, 두야리, 미금리, 수룡리, 신진도리, 안기리, 용신리, 죽정리 |
| 이북면 (二北面)     | 관리, 내리, 당산리, 사창리, 포지리 | 태안군 이원면   | 관리, 내리, 당산리, 사창리, 포지리 |
| 이북면 (二北面)     | 마산리, 청산리 | 태안군 원북면   | 마산리, 청산리 |
| 원북면 (遠北面)     | 대기리, 동해리, 반계리, 방갈리, 신두리, 양산리, 이곡리, 장대리, 황촌리 | 태안군 원북면   | 대기리, 동해리, 반계리, 방갈리, 신두리, 양산리, 이곡리, 장대리, 황촌리 |
| 남면 (南面)         | 거아도리, 달산리, 당암리, 몽산리, 신온리, 신장리, 원청리, 양잠리, 진산리 | 태안군 남면     | 거아도리, 달산리, 당암리, 몽산리, 신온리, 신장리, 원청리, 양잠리, 진산리 |
| 안면면 (安眠面)     | 승언리, 신야리, 정당리, 중장리, 창기리, 황도리 | 태안군 안면읍   | 승언리, 신야리, 정당리, 중장리, 창기리, 황도리 |
| 안면면 (安眠面)     | 고남리, 누동리, 장곡리 | 태안군 고남면   | 고남리, 누동리, 장곡리 |
| 안면면 (安眠面)     | 죽도리 | 홍성군 서부면   | 죽도리 |
| 안면면 (安眠面)     | 간월도리 | 서산시 부석면   | 간월도리 |
| 소원면 (所遠面)     | 모항리, 법산리, 소근리, 송현리, 시목리, 신덕리, 영전리, 의항리, 파도리 | 태안군 소원면   | 모항리, 법산리, 소근리, 송현리, 시목리, 신덕리, 영전리, 의항리, 파도리 |

20면 - 서령면, 인지면, 부석면, 팔봉면, 음암면, 대산면, 성연면, 지곡면, 태안면, 소원면, 원북면, 근흥면, 이북면, 남면, 안면면, 지성면, 운산면, 대호지면, 정미면, 고북면

### 1973년 행정구역
태안면이 태안읍으로 승겨되면 다음과 같이 행정구역이 변화되었다.
| 대통령령 제6543호 |             |
| 구 행정구역       | 신 행정구역 |
| 태안면 일원       | 태안읍      |
| 인지면 갈산리     | 서산시 일부 |
| 음암면 수석리     | 서산시 일부 |

## 역대 시장
| 대수     | 시장   | 임기                               | 비고              |
| -------- | ------ | ---------------------------------- | ----------------- |
| 초대     | 조종완 | 1989년 1월 1일 ~ 1990년 2월 26일   | 충청남도 서산시장 |
| 2대      | 이희태 | 1990년 2월 27일 ~ 1990년 12월 19일 | 충청남도 서산시장 |
| 3대      | 이정우 | 1990년 12월 20일 ~ 1991년 8월 2일  | 충청남도 서산시장 |
| 4대      | 조철연 | 1991년 8월 4일 ~ 1992년 7월 3일    | 충청남도 서산시장 |
| 5대      | 손인완 | 1992년 7월 4일 ~ 1993년 12월 31일  | 충청남도 서산시장 |
| 6대      | 김흥태 | 1994년 1월 1일 ~ 1994년 12월 31일  | 충청남도 서산시장 |
| 7대      | 박상돈 | 1995년 1월 1일 ~ 1995년 6월 30일   | 충청남도 서산시장 |
| 8대      | 김기흥 | 1995년 7월 1일 ~ 1998년 6월 30일   | 민선1기           |
| 9대      | 김기흥 | 1998년 7월 1일 ~ 2002년 6월 30일   | 민선2기           |
| 10대     | 조규선 | 2002년 7월 1일 ~ 2006년 6월 30일   | 민선3기           |
| 11대     | 조규선 | 2006년 7월 1일 ~ 2007년 2월 22일   | 민선4기           |
| 직무대리 | 유상곤 | 2007년 2월 23일 ~ 2007년 3월 30일  | 민선4기           |
| 직무대리 | 가기천 | 2007년 3월 30일 ~ 2007년 4월 24일  | 민선4기           |
| 12대     | 유상곤 | 2007년 4월 25일 ~ 2010년 6월 30일  | 민선4기           |
| 13대     | 유상곤 | 2010년 7월 1일 ~ 2011년 8월 18일   | 민선5기           |
| 직무대리 | 서용제 | 2011년 8월 19일 ~ 2011년 10월 26일 | 민선5기           |
| 14대     | 이완섭 | 2011년 10월 27일 ~ 2014년 6월 30일 | 민선5기           |
| 15대     | 이완섭 | 2014년 7월 1일 ~ 2018년 6월 30일   | 민선6기           |
| 16대     | 이완섭 | 2018년 7월 1일 ~ 2022년 6월 30일   | 민선7기           |
| 17대     | 이완섭 | 2022년 7월 1일 ~                   | 민선8기           |